# Infrabel

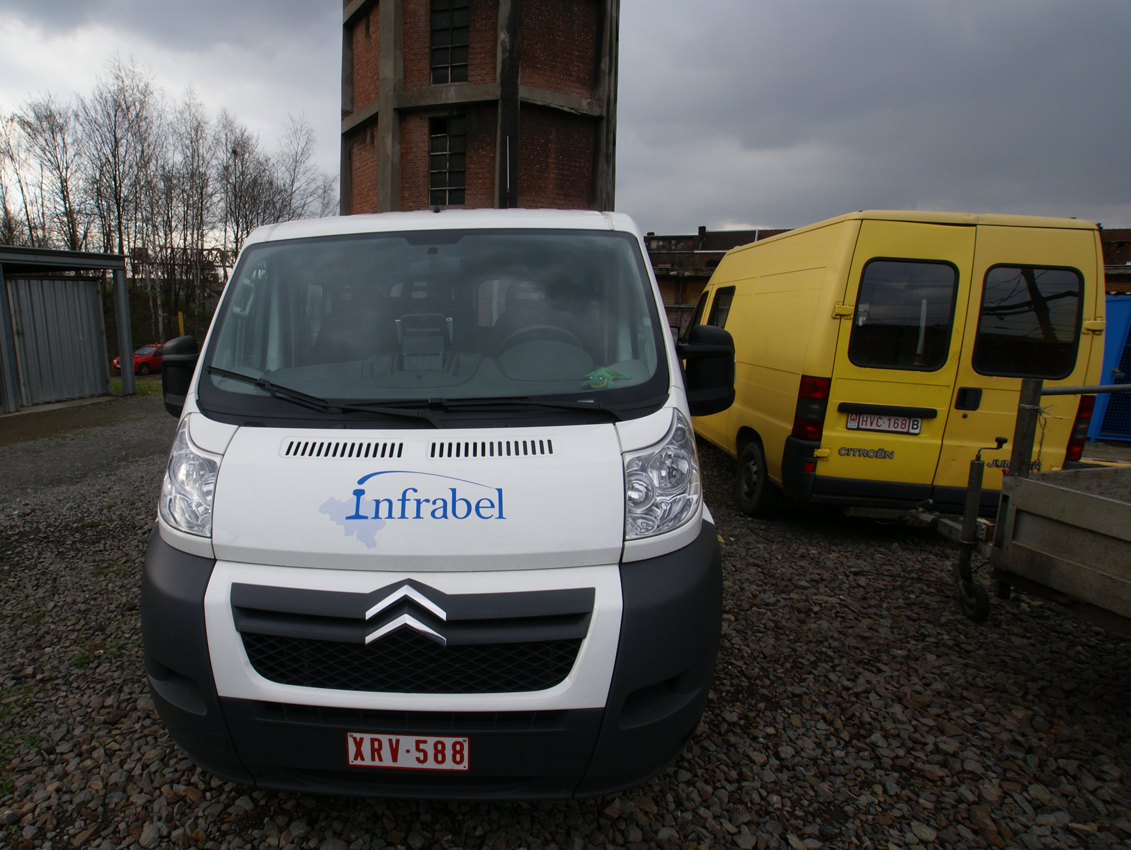
Transporter mit altem Infrabel-Logo

Von Infrabel betreutes belgisches Schienennetz

Infrabel ist das 2005 aus der Privatisierung der Eisenbahn in Belgien hervorgegangene Infrastrukturunternehmen. Es ist vollständig im Eigentum des belgieschen Staates und hat etwa 12.750 Mitarbeiter. Seine Aufgaben beinhalten die Instandhaltung sowie den Ausbau des 3602 km langen belgischen Schienennetzes, die Vergabe und Abrechnung von Fahrplantrassen sowie die Koordination des belgischen Zugverkehrs.

## Unternehmensstruktur
Infrabel ist in verschiedene Direktionen unterteilt, die sich mit unterschiedlichen Aufgaben befassen. Die Direktion Infrastruktur mit 7600 Mitarbeitern ist für die Wartung und Modernisierung der Infrastruktur zuständig. Dabei umfasst ihr Tätigkeitsbereich gleichzeitig die Planung von neuen Infrastrukturprojekten dem Bau von Brücken und die Instandhaltung des Bestandnetzes beispielsweise mit Bahndienstfahrzeugen. Die Direktion Netzwerk regelt den Zugverkehr über Stellwerke; während die Direktion Zugang zum Netz die Fahrplantrassen vergibt und verwaltet, für die Sicherheit auf den Bahnstrecken zuständig ist und große Infrastrukturprojekte wie das Diabolo-Projekt plant.
Infrabel generiert Umsatz überwiegend durch Trassenpreise und öffentliche Zuschüsse. Für das Geschäftsjahr 2013 ist ein EBITDA von 29,36 Mio. Euro und ein Gewinn vor Steuern von 7,19 Mio. Euro ausgewiesen.
Von 2005 bis 2013 war das Unternehmen zu 80 Prozent unmittelbar im Eigentum des belgischen Staats und zu 20 Prozent im Eigentum der NMBS/SNCB-Holding. Diese Holdinggesellschaft war wiederum nahezu vollständig in staatlichem Eigentum und auch Eigentümer des Verkehrsunternehmens NMBS/SNCB. Seit dem 1. Januar 2014 sind sowohl Infrabel als auch NMBS/SNCB unmittelbar im Eigentum des Staats.

## Tätigkeit
Große Infrastrukturprojekte von Infrabel sind das Hochgeschwindigkeitsnetz, bestehend aus den Schnellfahrstrecken HSL 1, HSL 2, HSL 3 und HSL 4, die Anbindung des Flughafens Brüssel mit dem Diabolo-Projekt, der Aufbau der S-Bahn Brüssel und Eisenbahnprojekte in den belgischen Häfen, unter anderem im Hafen von Antwerpen und im Hafen von Zeebrugge.
Infrabel zertifiziert nach der Liberalisierung des Schienengüterverkehrs Eisenbahnverkehrsunternehmen (EVU) für das belgische Eisenbahnnetz und vergibt die Netzkapazitäten. 2014 hatten 13 EVU Sicherheitszertifikate, teilweise jedoch nur für bestimmte Strecken, erhalten, darunter Crossrail Benelux, DB Cargo Nederland, Euro Cargo Rail, Fret SNCF und PKP Cargo.
Infrabel ist für die Sicherheit des Zugverkehrs in Belgien verantwortlich. Dazu gehört die Signalisierung von Bahnstrecken und die Ausstattung von Zügen und Strecken mit Leit- und Sicherungstechnik wie TBL und ETCS. Infrabel steuert den belgischen Zugverkehr aus 229 Stellwerken über fast 11.000 Signale. Weitere Aufgaben sind die Sicherung von Bahnübergängen und die Sensibilisierung der Bevölkerung. Zu diesem Zweck hat Infrabel zahlreiche Videoclips veröffentlicht, die mit abschreckenden Bildern von der unbefugten Querung von Gleisen an Bahnhöfen und Bahnübergängen abhalten sollen.
Im belgischen Netz vorkommende Verspätungen werden von Infrabel gemessen, registriert und archiviert. Hierzu wird die tatsächliche Ankunftszeit an der Endstation mit der fahrplanmäßigen Ankunftszeit verglichen. Um auch Verspätungen an Unterwegshalten registrieren zu können, wurden 2008 95 strategische Messstellen errichtet. Ein Zug gilt als unpünktlich, wenn er eine Verspätung von sechs Minuten oder mehr hat. Infrabel veröffentlicht monatliche Verspätungsstatistiken, aus denen sich die allgemeine Verspätungsrate, aber auch spezifische Daten wie die Art des Zuges, Strecke, Ursache oder verpasste Anschlusszüge ablesen lassen. Zudem wird für jede Verspätung ein Verantwortlicher bestimmt: Dieser kann Infrabel selbst, das zuständige EVU oder ein Dritter sein.